# Asplenium biscayneanum
Asplenium biscayneanum är en svartbräkenväxtart som först beskrevs av D. C. Eat., och fick sitt nu gällande namn av A. A. Eat. Asplenium biscayneanum ingår i släktet Asplenium och familjen Aspleniaceae. Inga underarter finns listade.